# Ilaria Cusinato
Ilaria Cusinato (Cittadella, 5 de octubre de 1999) es una deportista italiana que compite en natación.
Ganó tres medallas en el Campeonato Europeo de Natación, en los años 2018 y 2022, y dos medallas de bronce en el Campeonato Europeo de Natación en Piscina Corta, en los años 2017 y 2019.
Participó en los Juegos Olímpicos de Tokio 2020, ocupando el octavo lugar en la prueba de 400 m estilos.

## Palmarés internacional
| Campeonato Europeo                  | Campeonato Europeo     | Campeonato Europeo | Campeonato Europeo |
| Año                                 | Lugar                  | Medalla            | Prueba             |
| ----------------------------------- | ---------------------- | ------------------ | ------------------ |
| 2018                                | Glasgow (Reino Unido)  | Medalla de plata   | 200 m estilos      |
| 2018                                | Glasgow (Reino Unido)  | Medalla de plata   | 400 m estilos      |
| 2022                                | Roma (Italia)          | Medalla de bronce  | 200 m mariposa     |
| Campeonato Europeo en Piscina Corta |                        |                    |                    |
| Año                                 | Lugar                  | Medalla            | Prueba             |
| 2017                                | Copenhague (Dinamarca) | Medalla de bronce  | 200 m estilos      |
| 2019                                | Glasgow (Reino Unido)  | Medalla de bronce  | 400 m estilos      |